# アイドリングストップ

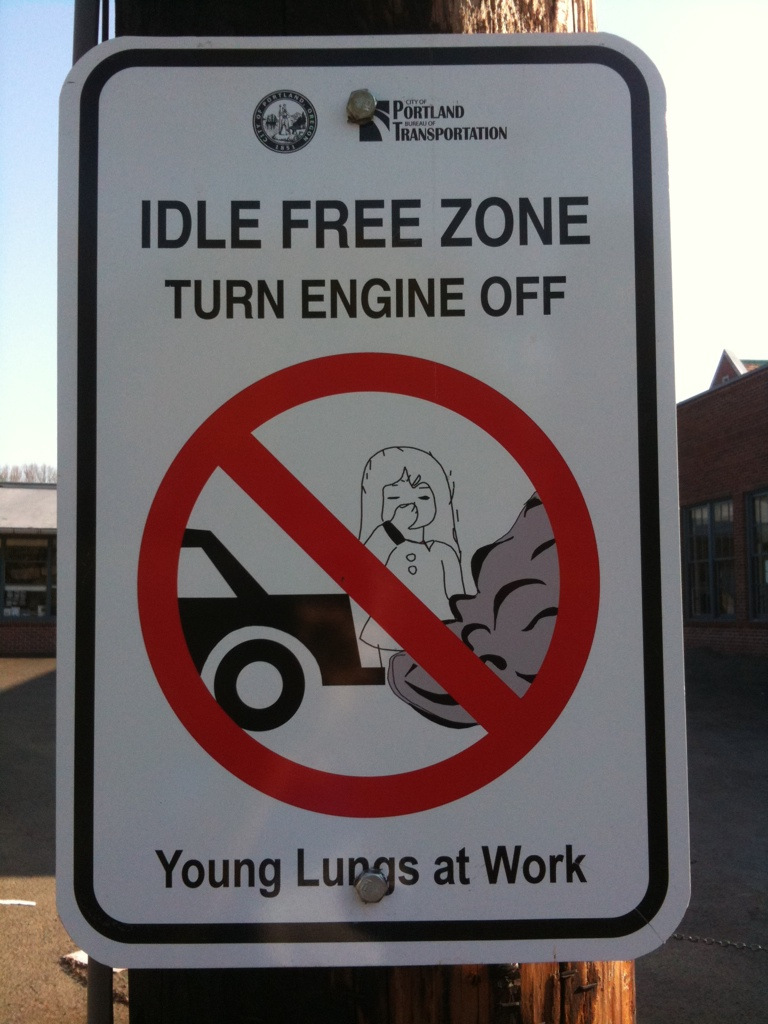
アイドリング禁止の看板

アイドリングストップとは、自動車やオートバイが無用なアイドリングを行わないことを意味する和製英語である。遊休停車、停車時エンジン停止、アイドルストップとも呼ばれる。英語ではidle reductionまたはno idlingといい、機構そのものはstart-stop systemという。
本項では「アイドリングストップ」という言葉以外で定義される同一の概念も含めて説明する。

## 概要
アイドリングストップは駐停車や信号待ちなどの間にエンジンを停止させることで、燃料節約と排出ガス削減の効果が期待されている。アイドリングストップが理想的に行われると、14 %程度燃費が向上する。エンジン再始動時にかかる燃料と、5秒間エンジンを停止することで節約される燃料の量がほぼ等しいので、5秒以上停車する場合は、アイドリング・ストップした方が燃料消費が少なくなると試算されている。また、1日10分間のアイドリングストップによって、乗用車1台あたり1年間でCO2排出量が約120 kg削減される。
戦時体制下の日本では統制によって配給制となった燃料の節約ができるよう、自動車メーカーがユーザーに対して自主的なアイドリングストップや丁寧な運転の励行を呼びかけていたことがある
。
21世紀の市販車に搭載されるアイドリングストップシステムは、停車時のエンジン停止と再始動が自動で行われるようになっているが、この機能を世界で初めて搭載した乗用車は4代目トヨタクラウンである。EASS (Engine Automatic Stop and Start System) の名でMT車にオプション設定された
。
トヨタでは2代目スターレットの1300DX-Aにも「エコランシステム」（ERS）の名で搭載しているが、これも5MT車のみで、再始動をクラッチベダルの踏み込みで行うものであった
。
その後2003年（平成15年）2月、世界初の全自動式DレンジアイドリングストップシステムをヴィッツのCVT車に搭載し、燃費を9 %改善した。
消費者の環境問題への意識の高まり、自動車排出ガス規制の強化、エコカー減税の導入によるメーカー間の燃費競争などを受け、アイドリングストップを自動的に行う機構を採用した車種が増え続けていたが、燃費測定方式の変更、2020年（令和2年）の下半期から顕著となった半導体不足、普及したことによるデメリットへの理解の広まりなどにより、廃止へと向かう流れもある。

## アイドリングストップ機構
メーカーや車種により動作基準は異なるが、車速の低下を検知してエンジンを停止し、運転手の発進操作を検知して再始動する。エンジンを再始動させる際は大半の車種で通常のエンジン始動と同様のスターターモーターを用いるが、アイドリングストップ機構により使用回数が格段に増えるため、それに見合った耐久性を持つものが用いられている。従来のスターターモーターのピニオンギアは、エンジンが完全に停止（あるいはリングギアと回転が同調）した状態でないと弾かれてうまく嵌合しなかったが、ピニオンギア常時噛合式や、ピニオンの押し込みとモーターの回転を独立制御としたスターターモーターが開発されたことで、エンジン再始動までの時間が短縮された。スターターモーターを用いずオルタネーターをモーターとして駆動させエンジン始動を行うものも存在する。従来のスターターモーターを利用する場合は完全停車後にエンジンを停止させる方式が基本であったが、上記のような機構を採用することでエンジン停止過程（エンジンがまだ回っている状態）での再始動も可能となるため、停車直前の極低速域から少しでも長くエンジンを停止させるケースが増えている。
また、スターターモーターの使用回数が増加することに伴って、大容量のバッテリーや専用バッテリーを搭載するものもある。マツダは、スターターモーターを補助として用い、停止しているエンジンのシリンダー内に燃料を噴射して燃焼させて始動する技術を採用している。
ハイブリッド車では、低速走行時はモーターのみによる動力で走行し、エンジンを停止させる制御を採るものが多く、排気量の小さいハイブリッド車では、走行用電動機（アシストモーター）による再始動が一般的であるため、始動時にリダクションギアによる騒音がない。
いずれの機構も、ECUの制御によって、バッテリーの充電容量が不十分、エアコンの使用中、冷却水温が適温外などの場合は停止させない場合がある。

### 乗用車における各メーカーの名称
- トヨタ自動車 - TOYOTA Stop & Start System（トヨタ・ストップ・アンド・スタート・システム）、SMART STOP（スマートストップ）[16]
- 日産自動車 - PURE DRIVE（ピュアドライブ） アイドリングストップ
- いすゞ自動車 - エコストップ（eco stop）
- マツダ - i-stop（アイ・ストップ）
- 三菱自動車工業 - オートストップ&ゴー（AS&G、Auto Stop & Go）
- ダイハツ工業 - エコアイドル（eco IDLE）
- スズキ - アイドリングストップシステム
- メルセデス・ベンツ - ECOスタートストップ

特別な呼称を用いないメーカーもある。

### バス
アイドリングストップ機能を有するバスを「アイドリングストップバス」と称することもある。かつては「アイドリング・ストップ&スタートシステム」などの呼称も見られたが、アイドリングストップを行えば必然的に始動機構も必要になるため最近は「スタート」の名称を含まないことが多い。
マニュアルトランスミッション車の場合、操作手順は以下のとおりである。
1. あらかじめアイドリングストップ制御のスイッチを入れておく
2. 車両を完全に停止させた後、フットブレーキまたはパーキングブレーキを作動させる
3. ギアポジションをN（ニュートラル）にする
4. クラッチペダルから足を離すとエンジンが停止する
5. クラッチペダルを踏み込むとエンジンが再始動する

オートマチックトランスミッション車の場合、操作手順は以下のとおりである。
1. あらかじめアイドリングストップ制御のスイッチを入れておく
2. 車両を完全に停止させた後、フットブレーキまたはパーキングブレーキを作動させる
3. 一定時間経つとエンジンが停止する
4. アイドリングストップ復帰ペダルを踏み込むとエンジンが再始動する

西鉄グループ（西鉄バス）では、アイドリングストップ機構が導入される以前の1970年代から実施している。停車する際、手動でエンジンを止めているが、2009年以降に導入した車両にはアイドリングストップ機構が導入されている。

### 後付け装置
アイドリングストップ機能を持たない車両へ取り付ける装置も販売されていて、現在、日本で4社が販売している。各社ガソリンエンジン、ディーゼルエンジンともに対応可能となっている。
MT車の場合は前述のアイドリングストップバスと同じ手順で作動するものが多いが、クラッチ操作にかかわらず停車して一定時間が経過するとエンジンが停止するものもある。クラッチ操作に依らないものはボタンを押して再始動する。
AT車の場合は停止してブレーキを踏んだまま、セレクトレバーをNレンジにするとエンジンが停止するものと、セレクトレバーの操作に依らず、停車して一定時間が経過するとエンジンが停止するものとがある。再始動は、ブレーキペダルを一度ゆるめて、再度踏み込む方法と、ブレーキペダルを踏んだままセレクトレバーをDレンジにする方法がある。また、押しボタンによってエンジンの停止と始動を操作する機構を備えたものもある。

## トラックの車中泊への対応策

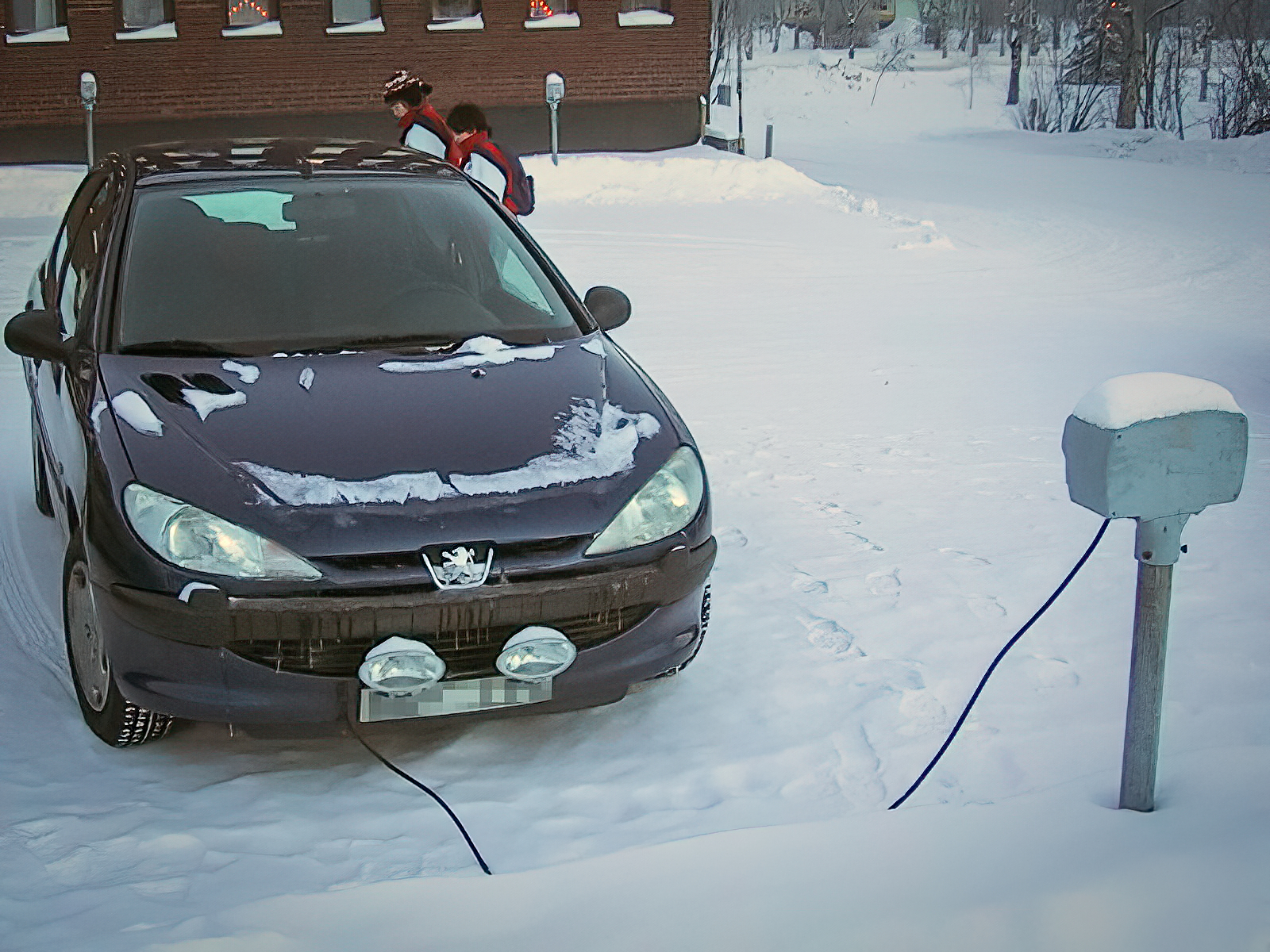
ブロックヒーター用電源の一例（北スウェーデン/2001年）

長距離トラックの運転手が車中泊をする際に、車両に搭載されている空調装置を使うためにアイドリングを続けたまま夜を明かす例は少なくない。こうした車中泊でのアイドリングストップを支援する車両装置が導入され始めている。車両の空調装置には外部から電力を受給して冷暖房を行える構造が備えられ、トラックステーションやガソリンスタンド、高速道路のサービスエリアには電力会社により給電スタンドが設置されている。利用するためには、専用の冷暖房装置を購入して車両へ設置し、所定の手続きをとる必要がある。2008年6月10日には、外部電源式アイドリングストップ給電システムの利用者、設置者ならびに開発者による協働組織「アイスト倶楽部」が設立された。車両の空調装置やバッテリーを使わずに、独立したバッテリーに蓄えた電力で駆動する寝袋型の冷房システムも市販されている。寝袋内部のみを冷房するためキャビン全体を冷房にするのに比べて10分の1以下の能力で済むほか、寝袋部分を外してスポットクーラーとして使用することもできる。直流24Vコンセントを備えており、電気毛布や蓄熱マットを利用することもできる。
寒冷地域での厳冬期にはディーゼルエンジンが始動困難になる場合があるためアイドリングを続ける例もある。スウェーデンでは冬季の屋外での駐車に備え、近年のアイドリングストップ運動が始まる以前から、路上を含む屋外駐車場に冷却水保温用の給電スタンドの設置が見られる。車両側にはシリンダーブロックの冷却水流路（ウォータージャケット）にブロックヒーターを組み込んで、商用電源などの外部電源で冷却水を温めて始動困難を回避する。

## アイドリングストップの推進

### 購入補助金
アイドリングストップ自動車・後付アイドリングストップ装置の購入には補助制度がある。また、減税や免税になることもある。
。
アイドリングストップ自動車
補助の対象となる車両のベース車両との価格差の1/2以内が定められた上限金額内で補助される。
後付アイドリングストップ装置
補助の対象となる後付アイドリングストップ装置購入価格の1/2以内が定められた上限金額内で補助される。ただし取付車両の利用目的はタクシーに限定される。

### 条例による規制
東京都では、自動車及び原動機付自転車を駐停車したときのエンジン停止を義務づける条例を2000年12月に制定、翌年4月に施行した。

### メーカーの奨励
ドゥカティやヤマハ発動機では、大型自動二輪車クラスのオートバイでアイドリングストップを奨励している。理由としては燃費の向上のほか、アイドリングを長時間続けるとエンジンがオーバーヒートしてしまう為としている。川崎重工業のスーパースポーツモデル・レーサーレプリカモデルでは、指定された時間以上のアイドリングはエンジンを損傷するので厳禁する旨マニュアルに記載しているものがある。

## 手動アイドリングストップに対する懸念
駐停車時以外の交差点などで行うアイドリングストップに対して、日本自動車工業会（JAMA）はむやみに行うのは危険であるとの意見を表明している。その理由として、電子機器の始動に数秒かかることや、慣れていない場合は誤操作や発進が遅れる可能性、バッテリーやスターターモーターなどの部品寿命が短くなったり、エンジン始動時に電気を消費し結果バッテリーが上がって再始動できなくなる可能性を指摘している。また、方向指示器、ワイパー、エアバッグといった電装品や、ブレーキの真空倍力装置が働かないことによる危険性も指摘している。

## 自動アイドリングストップ機構に対する懸念
- アイドリングストップ非搭載車に比べスターターモーターの使用頻度が大幅に高まるため、寿命に対する配慮が必要となる場合がある。始動系統や電気系統に対策が施されている他、一部の車種では鉛バッテリーはおろか、スターターモーターまでもが、消耗品として管理されており、寿命に達すると運転者に対して警告が発せられる。

- スターターモーターや鉛バッテリーが専用品となることでイニシャルコストが高価になるという指摘がある。また、頻繁に大電流の急速充放電が行われるため、専用バッテリーでも寿命は短い。

- 専用バッテリーの指定車に対して汎用品を搭載した場合、頻繁に繰り返される急速充電に耐えきれず、最悪バッテリーが破損する等の不具合が生じる可能性もあるため、メーカーは専用品以外の使用を禁止している。

- アイドリングストップ機能作動中に表示やアナウンスは流れないため、ストールしたと勘違いし、スターターを始動するとスターターモーターを傷めることになる[要出典]。

- アイドリングストップ機能を有する車種は無効化するスイッチを備えているが、車種によってはstart/stopスイッチと形状が似ているため、誤操作によりエンジンを停止してしまう危険性がある。

- アイドリングストップ中の電力消費には配慮がなされており、鉛バッテリーの電圧が一定以下になると直ちに再始動が行われるか、もしくはエンジンが停止しないが、場合によっては再始動時には十分な供給ができず、特に電子機器を使用している場合は不具合が起こる可能性があるとメーカーは注意喚起している。

- アイドリングストップ開始から再始動までのシーケンスや操作方法が自動車毎に相違（同一メーカーでも時期や車種によって異なる場合がある。）するため、運転者にとっては「その自動車固有の装備」としての知識が必要となる。

- 車載ECUの判断によるアイドリングストップや再始動が運転者の意図と合致しない場合もある。この場合、運転者による積極的介入が必要となる。

- 状態によっては自動アイドリングストップ中にECUの判断でエンジンが再始動する場合がある。運転者にとっては不測の事態に近いものであるので留意が必要となる。実際にアイドリングストップ時における自動再始動が関係している踏切障害事故が数件発生している。

## 廃止の動き
2010年代にアイドリングストップの普及が進んだが、エンジンやバッテリーが劣化しやすく、2023年には、アイドリングストップ廃止の動きがでてきている。2024年、ホンダはアイドリングストップを一部車両のみ搭載し他の新型車種はアイドリングストップ非搭載としている。

## その他
- 自動車評論家の菰田潔が、ホテルでアイドリング・ストップをせずに車輌の受け渡しを行っていることに対して批判をしている[36][37]。
- 一部のバス事業者では、アイドリングストップ中の車内に音楽を流す取り組みも行われている[38]。
- 自動アイドリングストップはエンジンの再始動音が煩わしいという意見も多く、各社で次のシステム停止まで無効化するスイッチを備えるほか、無効の設定を保持するキットが販売されている。また自動アイドリングストップに先鞭をつけたトヨタだが、2019年以降に新規登場した車種、およびフルモデルチェンジを実施した一部の車種においては「WLTCモード燃費が導入されてからはアイドリングストップ無しでも十分な燃費を稼げる」という理由から、不採用のまま発売する例が増加している[39]。また、ダイハツでは部品供給不足に伴う納期遅延対策の一環として、タント（フレンドシップシリーズ除く）、タフト、ムーヴキャンバスの3車種にアイドリングストップレス仕様グレードを一旦設定した[40]ものの、いずれも2025年6月の一部改良に伴い廃止された。